# Strukstrup Herred
Strukstrup Herred (tysk Struxdorfharde) var et herred i det sydvestlige Angel i Hertugdømmet Slesvig (≈Sønderjylland).
Strukstrup Herred hørte i middelalderen til Istedsyssel. Senere kom det under Gottorp Amt. Området ligger nu i kreds Slesvig-Flensborg i delstaten Slesvig-Holsten (Sydslesvig). Strukstrup Herred blev allerede nævnt i kong Valdemars Jordebog i 1231 som Struksthorphæreth. Herredet ydede 4 mark havre og 8 mark penninge. I Strukstrup Herred var Grumby og Tved patrimonium (fædrenegods) og sat til 7½ mark guld.
Halvøen Angel var i vikingetiden inddelt i fem herreder. Strukstrup Herreds våbenbillede er et egetræ.
I herredet ligger følgende sogne eller dele af sogne:
- Bøl Sogn (en del under Mårkær Herred)
- Farensted Sogn (dog et kåd under Slis Herred)
- Havetoft Sogn (mindre dele under Satrup Herred og Ugle Herred, Flensborg Amt)
- Michaelis Sogn (Isted og Slesvig-Sankt Jørgen, resten til Arns Herred)
- Moldened Sogn
- Nybøl Sogn (dog et kåd under Slis Herred)
- Nørre Brarup Sogn (en del under Slies Herred)
- Tumby Sogn (en del under Mårkær Herred)
- Strukstrup Sogn
- Tolk Sogn (en del under Mårkær Herred)
- en mindre del af Tøstrup (resten under købstaden Kappel og Slis Herred)
- Ølsby Sogn
- den norvestlige til Sankt Joahnnes Kloster hørende del af Kalleby (resten under Slis Herred)
- Sankt Johannes Sogn under klosteret Slesvig